# 剛性率 (建築構造)
剛性率（ごうせいりつ）とは、建築物の構造設計を行う際に、建物の剛性の上下方向のバラつきを評価するための指標で、各階の剛性（層間変形角の逆数＝階高／地震荷重時の層間変形量）を全階の剛性の平均値で除した値のこと。

## 概要
建築物では、他の階に比べて極端に剛性の小さい階があると、地震荷重を受けた際にその階に変形が集中し、破壊に至る可能性があるため、可能な限り各階での剛性のバラつきをなくし、やむを得ず剛性の低い階ができる場合には破壊に至らないようにその階の耐力を高めに設定する等の配慮が必要である。そのため、1981年の建築基準法および同施行令の改定（新耐震）において、建物の上下方向の剛性のバラつきを評価するための指標である剛性率が、同じく平面内での剛性の偏りを評価するための指標である偏心率と共に規定された。現在の耐震基準では、建物の規模や構造、設計の方法などに応じて、各階の剛性率が一定値以上であることを確認したり、剛性率の低い階では必要とされる耐力を割り増したりすることなどが求められている。
なお、建築の分野では物性値としての剛性率はせん断弾性係数と呼ばれており、本項の剛性率と混同される可能性は低いが、一部のウェブページでは両者を混同している記述も見られる。